# James Nash

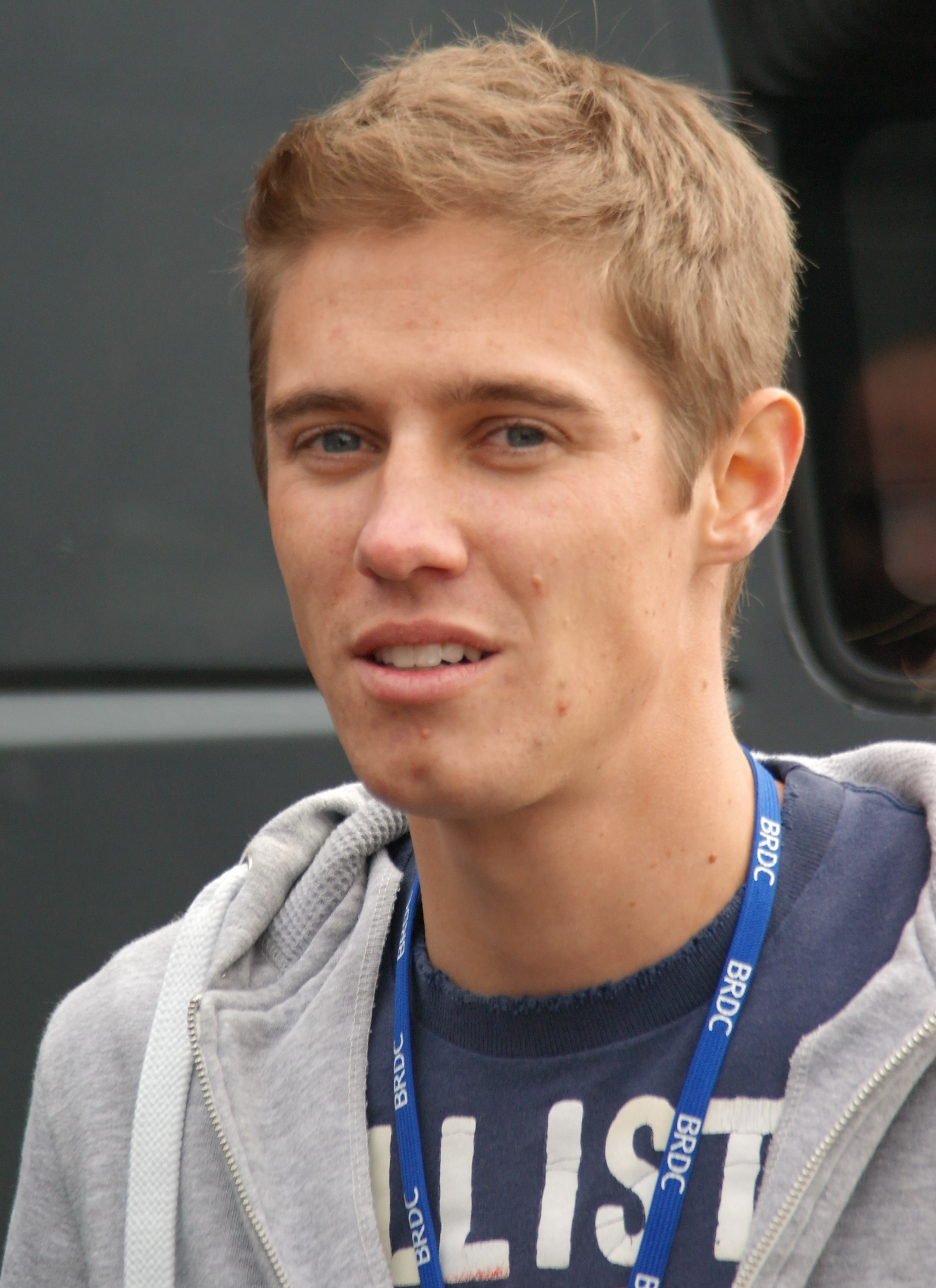
James Nash in 2012.

James Nash (Milton Keynes, Buckinghamshire, 16 december 1985) is een Brits autocoureur.

## Carrière
Nash reed tot 2005 in het karting. In 2006 stapte hij over naar het formuleracing in de Britse Formule Ford. In zijn eerste seizoen behaalde hij één overwinning en eindigde hij als vijfde in het kampioenschap. Dat jaar werd hij genomineerd voor de McLaren Autosport BRDC Award. In 2007 eindigde hij als tweede in de Britse Formule Ford achter Callum MacLeod. Vervolgens testte hij in zowel het Britse als het Spaanse Formule 3-kampioenschap. Uiteindelijk besloot hij om het formuleracing achter zich te laten en over te stappen naar de toerwagens, waar hij in 2008 zijn debuut maakte in de Seat Leon Eurocup. Hij eindigde dat jaar als vierde in 2008 met twee podiumplaatsen.
In 2009 maakte hij de overstap naar het BTCC, waar hij in het vierde raceweekend op Oulton Park zijn debuut maakte in een Chevrolet Lacetti voor RML. Hij won de derde race op het Snetterton Motor Racing Circuit, maar werd gediskwalificeerd nadat hij een crash veroorzaakte waarbij Rob Collard en Stephen Jelley bij betrokken waren. Het volgende raceweekend op het Knockhill Racing Circuit was hij geschorst. Uiteindelijk eindigde hij als vijftiende in het kampioenschap, nadat hij op Silverstone zijn eerste podiumplaats behaalde.
Nadat hij het eerste weekend van het BTCC-seizoen 2010 uit moest zitten, mocht hij vanaf het tweede weekend in een Vauxhall Vectra de Italiaan Fabrizio Giovanardi vervangen bij het team Uniq Racing with Triple Eight. Hij behaalde één pole position op Snetterton, waar hij vanuit de leiding in de tweede ronde van de baan spinde. Hij eindigde dit jaar als twaalfde in het kampioenschap.
In 2011 keerde hij terug bij Triple 8 in een Vauxhall Vectra. Op de Rockingham Motor Speedway behaalde hij zijn eerste BTCC-overwinning. Bij het ingaan van het laatste raceweekend op Silverstone kon hij zowel het coureurskampioenschap en het independentskampioenschap nog winnen, maar twee slechte scores zorgden ervoor dat hij enkel het independentskampioenschap won. In het coureurskampioenschap eindigde hij uiteindelijk als vijfde.
In 2012 stapte Nash over naar het World Touring Car Championship voor het nieuwe fabrieksteam van Ford naast BTCC-concurrent Tom Chilton bij het Team Aon. Ford maakte echter een teleurstellend seizoen mee waardoor Nash slechts als twintigste in het kampioenschap eindigde, twee posities boven zijn teamgenoot, ondanks dat hij in de tweede helft van het kampioenschap geen punten scoorde.
In 2013 maakte Bamboo Engineering bekend dat Nash voor het team gaat rijden in 2013 in een Chevrolet Cruze 1.6T naast Alex MacDowall. Op het Stratencircuit Marrakesh behaalde hij met een derde plaats zijn eerste WTCC-podium. In de tweede race van het raceweekend op de Salzburgring behaalde hij zijn eerste overwinning in het WTCC, na in de eerste race al tweede te zijn geworden nadat vele coureurs gridstraffen kregen wegens onsportief gedrag in de kwalificatie. Op het Circuito da Boavista behaalde hij zijn tweede overwinning. Met nog drie raceweekenden te gaan staat Nash vierde in het coureurskampioenschap en tweede in het independentskampioenschap.